# 정연 (뮤지컬 배우)
정연(1993년 7월 2일 ~ )은 대한민국의 뮤지컬 배우이다.

## 연극
- 2012년 연극 《염전이야기》(안산공연)

- 2019 연극 《옥탑방고양이》

- 2023년 연극 《복길잡화점》

## 뮤지컬
- 2017년 뮤지컬 《올 댓 재즈》
- 2017년 뮤지컬 《달을 태우다》 (경기도 광주공연)
- 2017년 뮤지컬 《오! 캐롤》 (경기도 광주공연)
- 2017년 뮤지컬 《오! 캐롤》 (부산공연)
- 2017년 뮤지컬 《오! 캐롤》 (고양공연)
- 2017년 뮤지컬 《오! 캐롤》 (대구공연)
- 2023년 뮤지컬 《시스터즈》